# Dinochernes chalumeaui
Espèce
Dinochernes chalumeaui est une espèce de pseudoscorpions de la famille des Chernetidae.

## Distribution
Cette espèce est endémique de Guadeloupe.

## Description
Le mâle holotype mesure 3,100 mm et la femelle paratype 3,10 mm.

## Étymologie
Cette espèce est nommée en l'honneur de Fortuné Chalumeau.

## Publication originale
- Heurtault & Rebière, 1983 : Pseudoscorpions des Petites Antilles. I. Chernetidae, Olpiidae, Neobisiidae, Syarinidae. Bulletin du Muséum National d'Histoire Naturelle, Paris, sér. 4, vol. 5, no 2, p. 591-609.